# Jota Silva
João Pedro Ferreira Silva, meglio noto come Jota Silva (Melres, 1º agosto 1999), è un calciatore portoghese, attaccante del Nottingham Forest e della nazionale portoghese.

## Carriera

### Club
Dopo aver trascorso i primi anni nelle serie minori del campionato portoghese, il 1º giugno 2022 viene acquistato dal Vitória Guimarães, firmando un contratto valido fino al 2025. Debutta con i Vimaranenses il 21 luglio, disputando l'incontro dei turni preliminari di Conference League vinto per 3-0 contro la Puskás Akadémia. Il 7 agosto esordisce anche in campionato, in occasione dell'incontro di Primeira Liga vinto per 1-0 in casa del Chaves. Realizza la sua prima rete in campionato il 21 luglio, nella sconfitta per 2-1 sul campo della Portimonense.
Il 1º agosto 2024 viene acquistato per 7 milioni di euro dal Nottingham Forest, squadra con cui firma un contratto valido per quattro anni.

### Nazionale
Il 15 marzo 2024 viene convocato per la prima volta in nazionale maggiore, con cui esordisce 6 giorni dopo nel successo per 5-2 in amichevole contro la Svezia.

## Statistiche

### Presenze e reti nei club
Statistiche aggiornate al 29 agosto 2022.
| Stagione        | Squadra           | Campionato      | Campionato | Campionato | Coppe nazionali | Coppe nazionali | Coppe nazionali | Coppe continentali | Coppe continentali | Coppe continentali | Altre coppe | Altre coppe | Altre coppe | Totale | Totale |
| Stagione        | Squadra           | Comp            | Pres       | Reti       | Comp            | Pres            | Reti            | Comp               | Pres               | Reti               | Comp        | Pres        | Reti        | Pres   | Reti   |
| --------------- | ----------------- | --------------- | ---------- | ---------- | --------------- | --------------- | --------------- | ------------------ | ------------------ | ------------------ | ----------- | ----------- | ----------- | ------ | ------ |
| 2016-2017       | Sousense          | CdP             | 1          | 0          | CP              | -               | -               |                    | -                  | -                  |             | -           | -           | 1      | 0      |
| 2019-2020       | Espinho           | CdP             | 25         | 14         | CP              | 5               | 1               |                    | -                  | -                  |             | -           | -           | 30     | 15     |
| 2020-gen. 2021  | Leixões           | LdH             | 10         | 2          | CP              | 2               | 0               |                    | -                  | -                  |             | -           | -           | 12     | 2      |
| gen.-giu. 2021  | Casa Pia          | LdH             | 17         | 2          | CP              | -               | -               |                    | -                  | -                  |             | -           | -           | 17     | 2      |
| 2021-2022       | Casa Pia          | LdH             | 33         | 11         | CP+CdL          | 3+2             | 3+0             |                    | -                  | -                  |             | -           | -           | 38     | 14     |
| Totale Casa Pia | Totale Casa Pia   | Totale Casa Pia | 50         | 13         |                 | 5               | 3               |                    | -                  | -                  |             | -           | -           | 55     | 16     |
| 2022-2023       | Vitória Guimarães | PL              | 4          | 1          | CP+CdL          | 0               | 0               | UECL               | 4                  | 0                  |             | -           | -           | 8      | 1      |
| Totale carriera | Totale carriera   | Totale carriera | 90         | 30         |                 | 12              | 4               |                    | 4                  | 0                  |             | -           | -           | 106    | 34     |

### Cronologia presenze e reti in nazionale
| Cronologia completa delle presenze e delle reti in nazionale ― Portogallo | Cronologia completa delle presenze e delle reti in nazionale ― Portogallo | Cronologia completa delle presenze e delle reti in nazionale ― Portogallo | Cronologia completa delle presenze e delle reti in nazionale ― Portogallo | Cronologia completa delle presenze e delle reti in nazionale ― Portogallo | Cronologia completa delle presenze e delle reti in nazionale ― Portogallo | Cronologia completa delle presenze e delle reti in nazionale ― Portogallo | Cronologia completa delle presenze e delle reti in nazionale ― Portogallo |
| Data                                                                      | Città                                                                     | In casa                                                                   | Risultato                                                                 | Ospiti                                                                    | Competizione                                                              | Reti                                                                      | Note                                                                      |
| ------------------------------------------------------------------------- | ------------------------------------------------------------------------- | ------------------------------------------------------------------------- | ------------------------------------------------------------------------- | ------------------------------------------------------------------------- | ------------------------------------------------------------------------- | ------------------------------------------------------------------------- | ------------------------------------------------------------------------- |
| 21-3-2024                                                                 | Guimaraes                                                                 | Portogallo                                                                | 5 – 2                                                                     | Svezia                                                                    | Amichevole                                                                | -                                                                         | 75’                                                                       |
| 26-3-2024                                                                 | Lubiana                                                                   | Slovenia                                                                  | 2 – 0                                                                     | Portogallo                                                                | Amichevole                                                                | -                                                                         | 88’                                                                       |
| Totale                                                                    |                                                                           | Presenze                                                                  | 2                                                                         |                                                                           | Reti                                                                      | 0                                                                         |                                                                           |